# ペンブルック伯
ペンブルック伯（ペンブルックはく、英: Earl of Pembroke）は、イングランドの伯爵位。スティーブン王により創設され、ペンブルック伯爵領には、ウェールズのペンブルック城などが存する。幾度か家系が断絶する度に伯爵位が再創設され、初代伯爵から世代が数え直されている。
1533年9月1日には、ヘンリー8世が後に自身の妃となるアン・ブーリンをペンブルック侯爵夫人に叙任しており、彼女は1代限りの名誉を得た。というのも、ヘンリー8世の大叔父ジャスパー・テューダーがペンブルック伯であり、父ヘンリー7世もペンブルックで生まれていたからである。
現在のペンブルック伯は1605年からモンゴメリー伯爵を兼ねるようになっている。第10期第2代ペンブルック伯ヘンリー・ハーバートの次男フィリップが第4代ペンブルック伯を継承する前にモンゴメリー伯に叙任されていたからである。その他にも付属的にグラモーガン州カーディフのハーバート・オブ・カーディフ男爵（1551年）、ケント州シェピー島におけるシューランドのハーバート・オブ・シューランド男爵（1605年）、ウィルト州リーのハーバート・オブ・リー男爵の称号（1861年）を保有している。
連合王国貴族だったハーバート・オブ・リー男爵を除き、全てのペンブルック伯はイングランド貴族である。
一族のカントリーハウスはウィルトシャーにある。

## 1911年のブリタニカ百科事典による歴史説明
ペンブルック伯爵の称号は、イギリスの幾つかの家系によって受け継がれてきており、権威と尊厳ある伯爵領が爵位に付属してきた。1138年、スティーブン王によってギルバート・フィッツリチャードの息子ギルバート・ド・クレアが叙任された時、ペンブルック伯爵の最初の世代が始まった。ギルバートは他に現在のチェプストーにあたるストリギル（土地台帳の上ではEstrighoiel）の領主でもあった。
1141年におこったリンカーンの戦いで、ギルバートはスティーブン側について戦ったが、この戦いでスティーブンが敗北すると、マティルダ王女側に鞍替えした。しかし、スティーブン王が王座を取り戻すとまた彼に従うことにした。また、ヘンリー1世の愛人にしてレスター伯ロバート・ボーモントの娘イザベルと結婚している。

### 第1期：クレア家（1138年 - 1220年）
- 初代 ギルバート・ド・クレア （1100年 - 1147年）
- 第2代 リチャード・ド・クレア （1130年 - 1176年）
- 第3代 ギルバート・ド・クレア （1173年 - 1185年）
- 第4代 イザベル・ド・クレア （1172年 - 1220年）

ギルバートの息子リチャード・フィッツギルバートは「ストロングボウ」（強弓）と呼ばれ、父と同様スティーブン王に仕えた。この為プランタジネット朝（アンジュー家）始祖でスティーブン亡き後イングランド王に即位したヘンリー2世から疎まれ、ギルバートが1148年に死去した際、ヘンリー2世はリチャードがペンブルック伯位を継承することを拒否し、わずかにストリギルの支配権のみ認めたようである。
ヘンリー2世に相続権を奪われ負債が溜まったリチャードは、1168年に元の権利を取り戻す機会を得ることができた。この年、彼は当時王国を追放されていたレンスター王ダーモット・マクマローの支持を得てアイルランド遠征軍を率いる役目に選任された。1170年にリチャードは自ら進軍しウォーターフォードとダブリンを攻略、ダーモットの娘イーファと結婚した。これによってダーモットが同年に死去した際、リチャードはレンスター王位継承を主張している。ヘンリー2世は彼の権力を恐れたため、同年にリチャードから領地を奪いとり、1171年にアイルランドへ攻め入ると権力を掌握した。1173年、ヘンリー2世の息子らが反乱を起こした際、リチャードはアイルランドにおける支持と権力を得るために帰還、3年後の1176年にアイルランドの有力者と激しい戦いの末に死去した。
リチャードが死去した時、息子のギルバートは未成年であり、ペンブルック伯位を正式に継承しないまま1185年に死去した。
ギルバートが死ぬとその姉のイザベルが自分の権利として、1220年に死去するまでペンブルック伯爵夫人（女伯爵）となった。父、弟の伯位継承に問題があるわけだから、彼女は初代伯爵である祖父のギルバート以後、最初にペンブルック伯位を継承したともいえる。そうすると、イザベルを第4代ではなく第2代伯爵夫人として計算するべきであるともいえる。いずれにせよ、伯爵位は彼女の夫にしてジョン・ザ・マーシャルとソールズベリー伯パトリックの甥で姉妹シビルの息子サー・ウィリアム・マーシャルに継承された。

### 第2期：マーシャル家（1189年 - 1245年）
- 初代 ウィリアム・マーシャル（1146年 - 1219年）
- 第2代 ウィリアム・マーシャル （1190年 - 1231年）
- 第3代 リチャード・マーシャル（1191年頃 - 1234年）
- 第4代 ギルバート・マーシャル（英語版）（1194年 - 1241年）
- 第5代 ウォルター・マーシャル（英語版）（1196年頃 - 1245年）
- 第6代 アンセル・マーシャル（1198年頃 - 1245年）

1189年8月、43歳であったウィリアム・マーシャルは、キリスト教国家の内で最も偉大な騎士であるとされていたが、リチャード1世によってストリギルおよびペンブルックの女相続人イザベル・ド・クレアと結婚させてもらったことで初代ペンブルック伯爵となることができた。彼は以前、リチャード1世の父親であるヘンリー2世に仕えており、リチャード1世が反乱を起こした際には敵対関係にあったが、リチャード1世は父が彼とイザベルとの結婚を許可していたことを破談にするようなことはしなかった。
ウィリアムはリチャード1世と弟のジョン王に対し忠実に仕え、第一次バロン戦争で造反したイングランド諸侯とフランスから王家を守るために戦い、1215年のマグナ・カルタに署名もしている。翌1216年にジョンが死去すると、70歳になったウィリアムは王国の摂政に就き幼いヘンリー3世の保護者となり、造反諸侯とフランス軍を打ち破り、平和を得るため再びマグナ・カルタに署名している。1219年の初めに病にかかり、5月14日にレディングの近くにあるカヴァーシャムの邸宅で死去すると、摂政の職務はヒューバート・ド・バーが、伯位は5人の息子達が継承した。
ウィリアムの長男で父と同名のウィリアムは第2代ペンブルック伯になり、フランスでヘンリー3世に仕えたほか、司法長官（en）を務めていた1224年から1226年の間、ウェールズとアイルランドでの戦争に関わった。彼の2度目の妻はヘンリー3世の妹エリナーであったが、子供を得ることなく死去した。なお、エリナーは後にシモン・ド・モンフォールと再婚している。
第3代伯爵でウィリアムの弟リチャードはヘンリー3世の弟コーンウォール伯リチャードと友人であり、同盟も結んでいた。次いで3人の弟ギルバート、ウォルター、アンセルが伯爵になったが、1245年にアンセルが死去するとマーシャル家の男系子孫は断絶した。莫大な財産はアンセルの5人の姉妹とその子孫に配分され、ペンブルック伯爵領は王家に返却された。

### 第3期：ド・ヴァランス家（1247年 - 1324年）

ペンブルック伯ド・ヴァランス家の紋章

- 初代 ウィリアム・ド・ヴァランス （1225年頃 - 1296年）
- 第2代 エイマー・ド・ヴァランス（英語版）（1270年 - 1324年）

次にペンブルック伯爵領を得たのはフランス貴族ユーグ10世・ド・リュジニャンの息子で、ヘンリー3世の異父弟でもあったウィリアム・ド・ヴァランスである。父ユーグ10世はジョン王の未亡人でヘンリー3世の母イザベラ・オブ・アングレームとの結婚により、アングレーム伯爵になった。
1247年、ウィリアムは2人の兄弟と共に、フランスから異父兄のヘンリー3世を頼ってイングランドに移住した。ヘンリー3世はウィリアムと初代ペンブルック伯ウィリアム・マーシャルの孫娘にしてその相続人であったジョアン（1307年没）と結婚させた。ウィリアムは土地の管理権とペンブルック伯位を獲得し、新天地において莫大な富と権力を得たのである。その結果として彼は人気が低かった。また、彼は第二次バロン戦争にも深くかかわり、国王およびエドワード太子（後のエドワード1世）側についてシモン・ド・モンフォールや造反諸侯を相手に戦った。1265年のイーヴシャムの戦いで決定的な敗戦を経験しながらも、ウィリアムは1296年に死去するまでヘンリー3世とエドワード1世に仕え続けた。
ウィリアムの息子のうち最年長のエイマーが父の財産を受け継いだが、母親であるジョアンが1307年に死亡するまでの間、正式にペンブルック伯とは認められなかった。1306年にはスコットランドの守護者に任じられたが、エドワード2世が即位してコーンウォール伯ピアーズ・ギャヴィストンが勢力を増すと、エイマーの影響力は小さくなった。エイマーは不平貴族らの中心人物となったが、1312年にウォリック伯ガイ・ド・ビーチャムが裏切り、捕虜にしたギャヴィストンを処刑した時、諸侯の同盟を去り国王側についている。バノックバーンの戦いが起きた1314年にエイマーは存命しており、エドワード2世がランカスター伯トマスを打ち負かすのを手伝ったりした。だが、エイマーが1324年に死去した時、エイマーは財政面で困難に陥っていた。また、エイマーの妻だったマリー・ド・シャティヨンはヘンリー3世の子孫であり、ペンブルック・カレッジの創始者でもある。

### 第4期：ヘイスティングス家（1339年 - 1389年）
- 初代 ローレンス・ヘイスティングス（1318年 - 1348年）
- 第2代 ジョン・ヘイスティングス（英語版）（1347年 - 1375年）
- 第3代 ジョン・ヘイスティングス（1372年 - 1389年）

ウィリアム・ド・ヴァランスの曾孫であったローレンス・ヘイスティングスは女系の系図をたどってペンブルック伯を継承、あるいは新たに叙任され、ヴァランス家のペンブルック伯領の一部を相続した。
彼の息子のジョンはエドワード3世の娘マーガレット・プランタジネットと結婚したが子供は生まれず、再婚した女性との間に生まれた同名の息子ジョンが継承した。
3代伯爵ジョンも王族でエドワード3世の孫娘に当たるランカスター公ジョン・オブ・ゴーントの娘エリザベスと結婚したが子供が生まれなかったため、1389年にジョンが死ぬとヘイスティングス家は断絶、ペンブルック伯領は再び王家に返却された。

### 第5期：プランタジネット家（1414年 - 1447年）
- ハンフリー・オブ・ランカスター （1390年 - 1447年）

ヘンリー4世の4番目の息子であるハンフリー・オブ・ランカスターは、生涯の間グロスター公とペンブルック伯を兼ねた。しかし1447年に政敵のサフォーク公ウィリアム・ド・ラ・ポールの画策で失脚、同年に死去したハンフリーに相続人がなかったので、ペンブルック伯領はウィリアムに渡された。

### 第6期：ポール家（1447年 - 1450年）
- ウィリアム・ド・ラ・ポール （1396年 - 1450年）

ハンフリーを追い落としてウィリアム・ド・ラ・ポールがペンブルック伯になったが、彼も政争に敗れ1450年に暗殺され、爵位は失われた。

### 第7期：テューダー家（1452年 - 1461年、1485年 - 1495年）
- ジャスパー・テューダー （1431年頃 - 1495年、1461年に剥奪され、1485年に回復）

サー・ジャスパー・テューダーはヘンリー6世の異父弟であり、薔薇戦争ではランカスター派に属していたため、ヨーク派が優勢だった1461年から1485年の24年間に爵位を失っている。1485年に爵位を取り戻しベッドフォード公爵にも叙せられたが、1495年に子供が無いまま死去したため断絶した。この頃ウェールズの島セント・キャサリン島を所有していた。

### 第8期：ハーバート家（1468年 - 1479年）
- 初代 ウィリアム・ハーバート（1423年 - 1469年）
- 第2代 ウィリアム・ハーバート（1451年 - 1491年）

ジャスパー・テューダーが爵位を剥奪された後、熱心なヨーク党だったサー・ウィリアム・ハーバートがエドワード4世によりハーバート男爵として貴族階級に取りたてられた。そして内戦中にジャスパーが亡命している間、ウィリアムはジャスパーに取って代わったことにより、1468年にペンブルック伯に叙任された。
息子で同名の2代伯ウィリアム・ハーバートはペンブルック伯領の代わりにハンティングトン伯領を継承し、ペンブルック伯領はエドワード4世に返還している。

### 第9期：ヨーク家（1479年）
- エドワード・プランタジネット （1470年 - 1483年）

1479年、エドワード4世は息子エドワードをプリンス・オブ・ウェールズに叙任、彼がエドワード5世として王位についた時、ペンブルック伯領は王位と併合された。伯領はヨーク家の敗北とテューダー家のヘンリー7世の王位継承によってジャスパー・テューダーに戻された。

### ペンブルック侯爵アン・ブーリン（1532年）
- アン・ブーリン （1507年 - 1536年）

アン・ブーリンはヘンリー8世と結婚する数ヶ月前、本来は男性の称号であるペンブルック侯爵に叙任されている。イングランドの貴族の中でも、男性の称号を与えられたのは彼女だけである。この称号が侯爵たるアンと王との結婚によって統合されてしまったのか、それとも彼女が1536年に刑死したことで断絶したと理解すべきなのかは、見解に対立がある。

### 第10期：ハーバート家（1551年 -）
1551年、ペンブルック伯位はウィリアム・ハーバートに与えられることで復活した。父親のリチャードが第8期ハーバート家の初代伯ウィリアムの非嫡出子に当たる彼はアン・パー（ヘンリー8世の6番目の妃キャサリン・パーの姉妹）と結婚し、1551年にペンブルック伯に叙任された。ペンブルック伯の称号は、現在に至るまでウィリアムの子孫によって継承されている。
- 初代 ウィリアム・ハーバート（英語版）（1501年 - 1570年）
- 第2代 ヘンリー・ハーバート（英語版） （1534年 - 1601年）
- 第3代 ウィリアム・ハーバート（1580年 - 1630年）
- 第4代フィリップ・ハーバート （1584年 - 1650年）※1605年、初代モンゴメリー伯爵（英語版）を叙爵
- 第5代 フィリップ・ハーバート（英語版）（1621年 - 1669年）
- 第6代 ウィリアム・ハーバート（英語版）（1642年頃 - 1674年）
- 第7代 フィリップ・ハーバート（英語版） （1652年頃 - 1683年）
- 第8代 トマス・ハーバート（1656年頃 - 1733年）
- 第9代 ヘンリー・ハーバート（英語版）（1693年 - 1750年）
- 第10代 ヘンリー・ハーバート（英語版） （1734年 - 1794年）
- 第11代 ジョージ・オーガスタス・ハーバート（英語版） （1759年 - 1827年）
- 第12代 ロバート・ヘンリー・ハーバート（英語版） （1791年 - 1862年）
- 第13代 ジョージ・ロバート・チャールズ・ハーバート（英語版） （1850年 - 1895年）
- 第14代 シドニー・ハーバート（英語版）（1853年 - 1913年）
- 第15代 レジナルド・ハーバート（英語版）（1880年 - 1960年）
- 第16代 シドニー・ハーバート（英語版） （1906年 - 1969年）
- 第17代 ヘンリー・ジョージ・チャールズ・アレクサンダー・ハーバート（英語版）（1939年 - 2003年）
- 第18代 ウィリアム・アレクサンダー・シドニー・ハーバート（英語版） （1978年 -）

現在、爵位の法定推定相続人は18代伯の息子のハーバート卿（儀礼称号）レジナルド・ヘンリー・マイケル・ハーバート（2012年10月21日生）である。
ヘンリー8世の遺言執行者にして価値のある領土の受取人である初代ペンブルック伯ウィリアム・ハーバートはエドワード6世の治世下において突出して権勢のあった人物であった。また、サマセット公エドワード・シーモアとその政敵であり、後のノーサンバーランド公爵ジョン・ダドリーの庇護者をつとめ、策略を使い支援したりもした。ダドリーと共にサマセット公を投獄し、サマセット公の失脚後はウィルトシャーの領地と爵位を得ることになったが、ジェーン・グレイの戴冠のために画策したと言われている。いずれにせよ、彼はジェーン・クレイの短い統治下において助言者を務めたが、ジェーンの支持が失われた時、メアリー1世側につくことを宣言した。
こうした経緯からメアリー1世やその一派から度々ウィリアムは忠誠心は疑われたが、カレーの知事およびウェールズの長官その他の職務をこなし、スペイン王フェリペ2世（メアリー1世の夫）の信頼もある程度得ていた。エリザベス1世の治世下でも1569年までその地位を保持していたが、メアリー・スチュアートとノーフォーク公トマス・ハワードを結婚させる計画に関与したとの疑いを持たれてしまっている。ウィリアムが与えられていた土地にはソーズベリーの近くのウィルトンがあり、ここは現在もペンブルック伯の住居がある。
爵位を継承した長男の第2代ペンブルック伯ヘンリーは1586年から死ぬまでウェールズの長官を務め、1577年にヘンリー・シドニーとその妻メアリー・ダドリーの3番目の娘メアリー・シドニーと結婚している。妻メアリーはペンブルック伯爵夫人として有名であり、兄のフィリップ・シドニーとは生涯を通じて深い係わりを持ち、フィリップ・シドニーは1580年の夏で妹と共にウィルトンもしくはアイビーチャーチで過ごし、その付近で彼女の好きな隠遁生活を送った。また、妹の要求にこたえる形で、出版する意図でなくただ彼女を喜ばせることだけを目的として『ペンブルック伯爵夫人のアルカディア』の執筆を開始した。2人は詩篇の韻律の編集も行っている。
兄の死にメアリーはひどく悲しむと、自ら兄の遺産管理人に就任し未完成のアルカディアやその他、1590年から1591年の間に作られた兄の詩を修正したりした。また、兄が保護しようと眼を掛けた詩人たちのパトロンなども行っている。エドマンド・スペンサーは彼女に対して『時の廃墟』（The Ruines of Time）を捧げており、『コリン・クラウト故郷に帰る』という作品では彼女を「文芸の女神」と言及している。また、『アストロエル』において彼女は「クロリンダ」と表記されている。1599年にエリザベス1世が客としてウィルトンにやってくると、メアリーは女王を星乙女とたたえる詩を製作している。夫が亡くなるとメアリーは主にロンドンのクロスビー・ホールに住み、そこで死去した。
メアリーは他にフランス人のフィリップ・ド・モルネーの『死と生について』(A Discourse of Life and Death)、ロベール・ガルニエの悲劇に対する批評『アントニー』などを翻訳した。また、ある学者などはウィリアム・シェイクスピア名義の作品の真の著者はメアリーだったのではないかという推測をしている。ロビン・ウィリアムはアメリカのウィルトン・サークルから『愛しきエイボンの白鳥』(Sweet Swan of Avon) を出版しているが、以下に述べるような2人の息子と同様、彼女の波乱万丈の人生について記載している。
ヘンリーとメアリーの長男の第3代ペンブルック伯ウィリアム・ハーバートは、当時の社会およびジェームズ1世の宮廷では有名な人物であった。何度かバッキンガム公ジョージ・ヴィリアーズに反対することもあり、アメリカ大陸の植民地化に対して強い関心を持っていた。彼は1615年から1625年の間王家の宮内庁長官官房を務め、1626年から1630年の間は侍従を務めた。1624年にはオックスフォード大学の学長になっており、トマス・ディスデルとリチャード・ウィックがブロードゲート・ホールを再建した時はペンブルック伯の名誉にちなんでこれをペンブルック・カレッジと名づけている。
あるシェイクスピア研究家からは、トマス・ソープが出版したシェイクスピアのソネット集の献辞に「唯一の父親」(the onlie begetter) として言及する「W・H氏」がウィリアムと同一人物であると考えている。一方で彼の愛人のメアリー・フィットンはソネットにおける「黒の淑女」(dark lady) と同一視される。だが、「唯一の父親」および「黒の淑女」の特定は非常に疑わしい。ウィリアムと弟のフィリップはシェイクスピアの『ファースト・フォリオ』において「比類なき兄弟」(incomparable pair of brethren) として言及されている。なお、フィリップの方はジェームズ1世の同性愛の相手として寵愛された時期に莫大な利益を得ていた。
1630年4月10日、ウィリアムは子供を儲けることなく死去した。クラレンドン伯爵エドワード・ハイドは彼について褒め称えているが、実際は薄弱で自堕落な人物であったというように見える。ガードナーは彼を「英国宮廷のハムレット」というように形容している。また、ウィリアムは文学趣味もあり、自身で詩を書いたりしていた。彼の最も親しい詩人はジョン・ダンであり、ベン・ジョンソン、フィリップ・マッシンジャーなどに対し寛大に接していた。
後を継いだ弟の第4代伯フィリップは魅力的な容姿と激しい情熱および野外での運動一般の能力によって、ある時期においてジェームズ1世の寵臣であった。ジェームズ1世は、1605年にフィリップをモンゴメリー伯爵およびシューランドのハーバート男爵に叙任している。この叙任によりフィリップがペンブルック伯領を継承すると、ハーバート家の長はペンブルックとモンゴメリーの2つの伯爵位を所持することになった。
フィリップは喧嘩っ早い性格であったためにしばしばトラブルを引き起こしたが、ジェームズ1世からの評価は失わず、彼から幾つも領地や官職を与えられ、息子のチャールズ1世からも信頼を得ている。1626年、チャールズ1世から宮内庁長官官房に任命された上、しばしばチャールズ1世がウィルトンを訪問しているからである。
1639年と1640年にはチャールズ1世とスコットランドの間で平和をもたらすために尽力したが、チャールズ1世と議会との間ので再び不和が起きた際、チャールズ1世から侍従の官職を剥奪されると見限り、第一党からの信頼を得たフィリップはワイト島の知事に任命され、幾度も議会の代表の1人に選ばれている。特に清教徒革命（イングランド内戦）の最中の1645年にアクスブリッジと、1648年のニューポートと、1647年にスコットランドがチャールズ1世の身柄を引き渡した際の交渉などを担当している。また、1641年から1643年および1647年から1650年の間はオックスフォード大学の学長を務めている。
フィリップが学長をしていた1648年、厳粛な同盟と契約に反対する立場の重役を何人か解任している。その際放った罵詈雑言により「罵倒語に能弁な人間には、大学の学長よりも精神病院の院長に相応しい」との評価を招いてしまっている。1649年には貴族だったにもかかわらず、バークシャー選挙区から下院議員として選出されている。この現象は王党派の著作において「下位への上昇」(ascent downwards) と皮肉られている。なお、フィリップは絵画の収集家であり、建築に対してもある程度の関心があった。
フィリップの生存している子供のうち最年長だった同名の息子フィリップは第5代伯を継承した。彼は2度の結婚をし、順に3人の息子を儲けたが、後を継いだ長男のウィリアムと次男のフィリップは相次いで早世し、末子のトマスが第8代ペンブルック伯爵および第5代モンゴメリー伯として継承した。
第8代伯になったトマスはウィリアム3世とアン女王の治世下において著名な人物であった。彼は1690年から1697年の間には海軍卿を務め、それから1699年まで王璽尚書を務めたが、イングランドが大同盟戦争の講和条約であるレイスウェイク条約を調印する際の全権大使になっている。トマスが海軍卿をしていた期間に2つの出来事があり、1つ目は彼が枢密院議長とアイルランド総督を兼任していた一方で、7度も司法卿の1人として働いたことである。2つ目は1689年から1690年の間に王立協会の理事長をしていたことである。
トマスの息子で第9代伯になったヘンリーは軍人であったが、むしろ「建築家伯爵」として有名で、ウェストミンスター橋の建築で主要責任者を務めた。
その後に称号を受け継いだ第10代伯ヘンリーも軍人であり、1762年に『馬の調教方法について』(Method of Breaking Horses) という著作を書いた。
第11代伯爵のジョージは1807年にウィーンへの特命大使を務めている。
第12代伯のロバートは子供を儲けることなく1862年にフランスで死去、パリのペール・ラシェーズ墓地に埋葬された。
第13代伯のジョージは第10代伯ヘンリーの孫にして、兄の死によって家族の称号を全て相続したシドニー（1853年生まれ）の次男であるヒューバート・オブ・リー男爵の息子にあたる。

## その他
フロリダ州ペンブロークパインズはブロワード郡の初期の地主であったペンブルック伯にちなんで名づけられている。ニューハンプシャー州ペンブローク (ニューハンプシャー州)は第9代伯にちなむものであり、州知事のベニング・ウェントワースによって名づけられた。
分流にカーナーヴォン伯爵ハーバート家がある。

## 注記
第7代伯は、2度も殺人事件についての裁判に関与している。1677年から1678年の裁判と、1680年におきたロンドンの警察官、ウィリアム・スミスに対する殺人事件がそれである。